# Silent enim leges inter arma
Silent enim leges inter arma (letteralmente: «Tacciono infatti le leggi in mezzo alle armi») è una frase latina tratta dalla Pro Milone di Cicerone. Viene spesso citata per constatare fatalisticamente che, quando vengono usate le armi, e quindi la violenza, il diritto cessa di avere vigore, e che in tempi di guerra non valgono né le leggi né le convenzioni di uno stato di diritto.
Va rilevato che lo stesso Cicerone è autore di un'altra più famosa massima (Cedant arma togae), che esprimerebbe il concetto opposto.

## Significato originario
Sebbene a questa frase si assegni spesso il valore di un aforisma («In tempo di guerra, le leggi tacciono»), in realtà il senso originario è legato strumentalmente al contesto del brano e della situazione, che è la difesa di Milone dall'accusa di omicidio invocando la legge non scritta della legittima difesa: di fronte a un'aggressione armata, è inevitabile difendersi anche mediante il ricorso alla violenza.
In effetti, pur considerando il realismo politico dell'autore e la circostanza che l'espressione possa essere stata ispirata sia dalla visione dello storico greco Tucidide sulla natura violenta della guerra, sia dalla situazione politico-sociale della Roma del suo tempo (I secolo a.C.), travagliata dalle guerre civili, bisogna ritenere che la fede di Cicerone sia piuttosto quella espressa dal Cedant arma togae. Tanto è vero che poco prima, all'esordio dell'orazione, di fronte allo spiegamento eccezionale di truppe di fronte al tribunale (a tutela del processo, o a minaccia del suo sereno svolgimento?), Cicerone stesso aveva ribadito il primato della legge civile rispetto alle pressioni del potere militare.

## Letteratura
Inter arma silent leges è la formula sprezzante con cui Graham Hughes (in Civil Disobedience and the Political Question Doctrine, 1968) interpretò la decisione della Corte Suprema di respingere tutti i ricorsi circa la costituzionalità di decisioni governative concernenti la guerra del Vietnam (decisione che si appellava al principio di separazione dei poteri) come un'abdicazione al proprio ruolo. 

## Cultura di massa
La frase (nella forma Inter arma enim silent leges) è stata ripresa come titolo di un episodio della serie tv di fantascienza Star Trek: Deep Space Nine (7ª stagione, episodio 16), nel quale il dottor Julian Bashir viene reclutato da servizi segreti e coinvolto in un elaborato piano riguardante l'alto comando romulano. Nella stessa forma è presente nel fim The Conspirator di Robert Redford in bocca al segretario di guerra unionista Edwin McMasters Stanton.